# Kazimierz Dańczak
Kazimierz Dańczak, ps. „Borsuk” (ur. 1914 w Hurku, zm. 19 września 1944 w Sanoku) – polski nauczyciel, uczestnik kampanii wrześniowej, żołnierz Armii Krajowej, podporucznik.

## Życiorys
Kazimierz Dańczak urodził się w 1914 we wsi Hurko pod Przemyślem. Jego ojciec zginął w I wojnie światowej kilka miesięcy po urodzeniu syna. Matce - w wychowaniu chłopca – pomagała jego ciotka Eleonora Wanat – kierowniczka szkoły powszechnej w Baryczy. W 1936 Dańczak ukończył Seminarium Nauczycielskie w Samborze, po którym odbył służbę wojskową w 4 pułku piechoty Legionów, po czym w 1936 przydzielono go do 3 pułku piechoty Legionów. Został mianowany podporucznikiemt. Pracował jako nauczyciel w szkołach w Wesołej i od 1938 w Laskówce. 

Fałszywa Kennkarta Kazimierza Dańczaka na nazwisko Stanisław Gołębiowski.

Po wybuchu II wojny światowej zmobilizowany, wziął udział w kampanii wrześniowej, walcząc m.in. pod Lubaczowem i w bitwie pod Tomaszowem Lubelskim. Następnie powrócił do nauczania w szkole w Laskówce. Zaangażował się w działalność konspiracyjną, w tym werbunek nowych członków podziemia. W wyniku denucjacji kierowanych przez ludność ukraińską do władz niemieckich był poszukiwany przez Gestapo. Przed aresztowaniem ostrzegła go jego przyszła żona Stefania Wydra. Stefania wyniosła także z mieszkania wszelkie obciążające Dańczaka materiały konspiracyjne, ważne dokumenty i zdjęcia. Kazimierz Dańczak został pozbawiony posady i służbowego mieszkania. Poszukiwany przez Gestapo musiał się ukrywać w Lisówce i okolicach. Według relacji jego kuzyna Władysława Bogaczewicza, który pomagał Kazimierzowi Dańczakowi dostarczając ubrania, jedzenie i wykonując inne zadania – Dańczak posługiwał się sfałszowaną Kennkartą na nazwisko Stanisław Gołębiowski. 
W 1943 ożenił się ze Stefanią Wydrą. Ślub odbył się potajemnie wieczorem w kościele św. Wojciecha w Bachórzu. Ich syn Leonard przeżył wojnę. Wskutek kolejnego donosu miejscowych Ukraińców, Niemcy aresztowali żonę Dańczaka i wywieźli do Auschwitz-Birkenau. 
Hitlerowcy wyznaczyli 25 zakładników i zagrozili ich rozstrzelaniem. Kazimierz Dańczak dowiedział się o tym i pogodził się ze śmiercią i czekał na to w lesie, gdzie się ukrywał. Likwidacji Kazimierza Dańczaka miał dokonać komendant Ukraińskiej Policji Pomocniczej. Chłopcy pomagający w lesie Kazimierzowi Dańczakowi próbowali zmylić komendanta krzykami i gwizdami. Komendant jednak dotarł do Kazimierza Dańczaka i go postrzelił. Strzał na szczęście nie był śmiertelny i kiedy Kazimierz Dańczak odzyskał przytomność zbiegł.

Kalendarz Kazimierza Dańczaka, z datą śmiertelnego postrzału

Po powrocie do zdrowia zgłosił się do zgrupowania AK oddział partyzancki OP-23 Południe. Latem 1944 został zastępcą por. Zbigniewa Cerkowniaka ps. Boruta, dowódcy IV plutonu. Brał udział w akcji „Burza” walcząc w okolicach Zagórza i Poraża. 6 sierpnia 1944 podczas pobytu plutonu w Zawadce Morochowskiej w trakcie porannej toalety w potoku, został skrytobójczo postrzelony z jednej z chat znajdującej się przy lesie.  
W kartach z jego kalendarza można znaleźć wpisy: 
- 2 sierpnia 1944: Zabranie motocykla, rozbrojenie Niemców;
- 3 sierpnia 1944: Rozbrojenie Szwabów, zabranie 2 motorów i 2 automatów, pod ostrzałem partyzantki rosyjskiej walka – samochody pancerne;
- 6 sierpnia 1944: Zostałem ranny.

Pomimo zarządzonego pościgu, mordercy nie udało się ująć. Jak podaje w swoich pamiętnikach por. Alojzy Bełza, w wyniku przeprowadzonego we wsi śledztwa udało się ustalić personalia zabójcy. Okazał się nim były ukraiński policjant i członek UPA. Rannego Dańczaka odwieziono furmanką do Bukowska pod opiekę dra Czecha z Zagórza, miejscowej nauczycielki Kazimiery Kochańskiej i pielęgniarki Porębskiej. Po zdobyciu Sanoka przez Sowietów, W połowie września Kazimierza Dańczaka przetransportowano do Sanoka na furmance wyłożonej sianem. Jak relacjonuje jego kuzyn Władysław Bogaczewicz - po licznych interwencjach rodziny Dańczaka przyjęto do Sanockiego szpitala. Niestety nie odzyskał już przytomności i 19 września 1944 zmarł. 

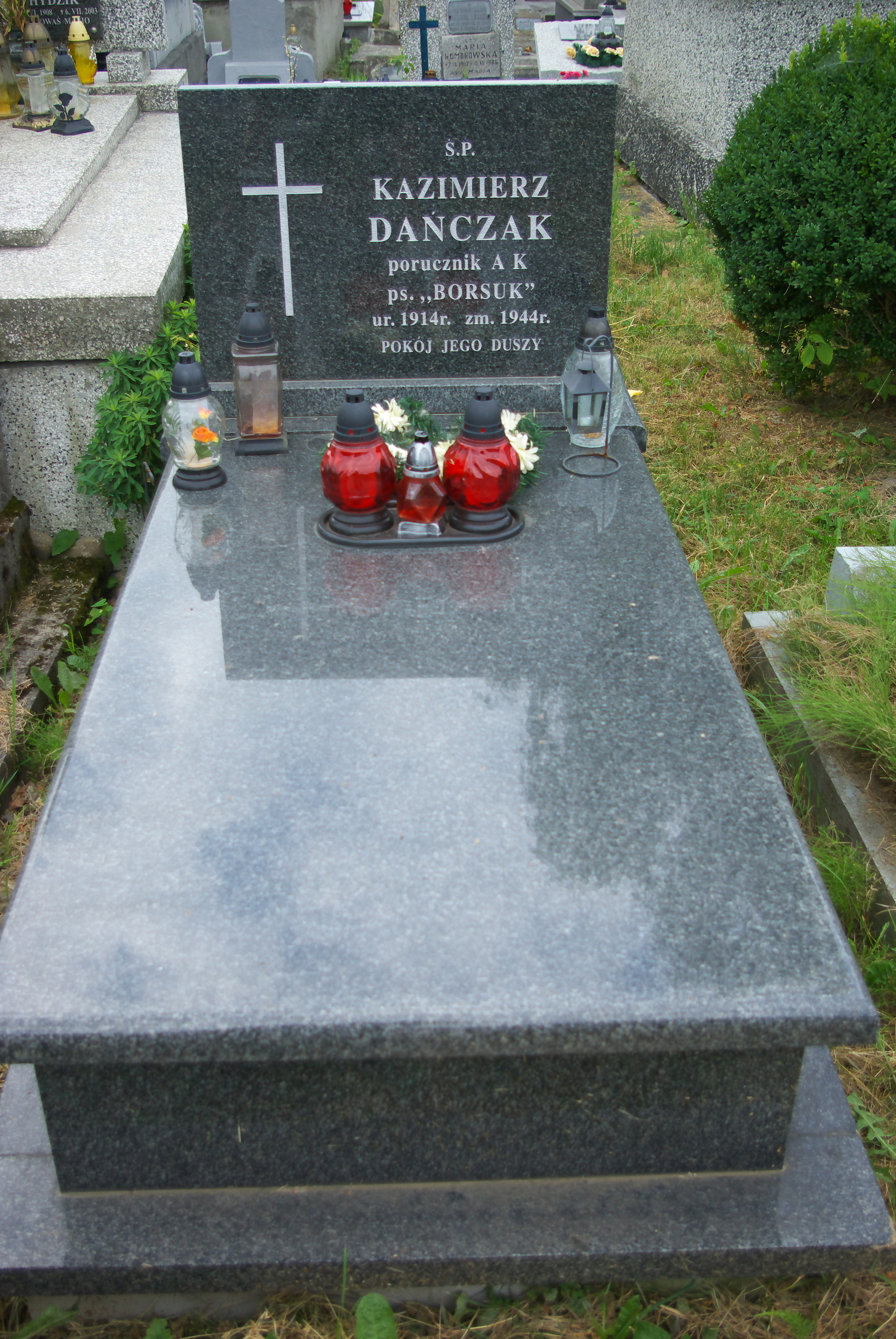
Nagrobek Kazimierza Dańczaka

Został pochowany w bezimiennym grobie na cmentarzu przy ulicy Kazimierza Lipińskiego. Obecnie w tym miejscu na Cmentarzu Posada w Sanoku znajduje się jego nagrobek.